# Стружский сельсовет
Стружский сельсовет (белор. Стружскі сельсавет) — административная единица на территории Столинского района Брестской области Беларуси. Административный центр — агрогородок Струга.

## История
Образован в 1940 г.

## Состав
Стружский сельсовет включает 11 населённых пунктов:
- Большие Викоровичи — деревня
- Кошара — деревня
- Лукое — хутор
- Малые Викоровичи — деревня
- Новый Бор — хутор
- Ольманы — деревня
- Остров — деревня
- Струга — агрогородок
- Узляжье — деревня
- Устимле — деревня
- Ямное — деревня

## Достопримечательности
В центре агрогородка Струга расположена Свято-Михайловская церковь. Православный храм построен в 1-й половине XX века из дерева.